# Arenomydas namaquensis
Arenomydas namaquensis är en tvåvingeart som beskrevs av Hesse 1969. Arenomydas namaquensis ingår i släktet Arenomydas och familjen Mydidae. Inga underarter finns listade i Catalogue of Life.